# Обояновское
Обояновское (укр. Обоянівське) — село,
Варваровский сельский совет,
Синельниковский район,
Днепропетровская область,
Украина.
Код КОАТУУ — 1224880512. Население по переписи 2001 года составляло 28 человек.

## Географическое положение
Село Обояновское находится в 2,5 км от правого берега реки Плоская Осокоровка,
на расстоянии в 1 км от села Андреевка.
По селу протекает пересыхающий ручей.
Рядом проходит автомобильная дорога М-18 (E 105).